# Henri 4
Henri 4 (ook bekend als Henry of Navarre) is een historische film uit 2010, geregisseerd door Jo Baier en gebaseerd op de boeken Die Jugend des Königs Henri Quatre en Die Vollendung des Königs Henri Quatre van de Duitse schrijver Heinrich Mann. De film ging op 13 februari 2010 in première op het Internationaal filmfestival van Berlijn.

## Verhaal
Henri 4 is een historische film over het leven van Hendrik IV in de 16e eeuw in Frankrijk. Tijdens de Hugenotenoorlogen zijn de hugenoten, de Franse protestanten in bittere strijd verwikkeld met de katholieken. Bij de protestanten leidt Hendrik zijn mannen in de strijd tegen de katholieken.

## Rolverdelingen
| Acteur                  | Personage                | Opmerkingen                |
| ----------------------- | ------------------------ | -------------------------- |
| Julien Boisselier       | Henri IV                 | Hendrik IV van Frankrijk   |
| Joachim Król            | Agrippa                  | Théodore Agrippa d'Aubigné |
| Armelle Deutsch         | Margot                   | Margaretha van Valois      |
| Sandra Hüller           | Catherine                | Catharina van Bourbon      |
| Hannelore Hoger         | Catharina de Medici      | Catharina de' Medici       |
| Ulrich Noethen          | Karl IX                  | Karel IX van Frankrijk     |
| Devid Striesow          | Henri de Valois, D'Anjou | Hendrik III van Frankrijk  |
| Chloé Stefani           | Gabrielle                | Gabrielle d'Estrées        |
| Karl Markovics          | Coligny                  | Gaspard de Coligny         |
| Fritz Marqurdt          | Nostradamus              | Nostradamus                |
| Gabriela Maria Schmeide | Marie de Medici          | Maria de' Medici           |

## Achtergrond
De film is een Duits/Franse coproductie. De opnames vonden plaats in onder meer Duitsland, Frankrijk en Tsjechië in de periode van 1 september 2008 tot 12 januari  2009. Henri 4 was voor het eerst op 4 maart 2010 in de bioscoop te zien in Duitsland. Hetzelfde jaar was de film op de Franse televisie te zien in twee delen. In Nederland werd de film in 2012 uitgebracht als direct-naar-video.